# Navadni slez
Navadni slez (znanstveno ime Althaea officinalis) je zdravilna rastlina iz družine slezenovk, ki je domorodna v Afriki. V Sloveniji je poznan tudi pod imeni ajbiž, beli popelj, slezen, žlez, oslez, beli slez, sliz, slizka in zelnik.

## Opis
Navadni slez ima pokončna in slabo razvejana stebla, ki zrastejo do meter in pol visoko. Korenina je korenasta in razraščena ter vsebuje veliko sluzi. Listi so žametasto dlakavi in dlanasto deljeni ter neenakomerno nazobčani. Cvetovi so beli do rahlo rožnati in imajo v sredini betič s prašniki, ki so običajno temnejših odtenkov. V premeru merijo do dva centimetra, poganjajo pa iz zalistij listov zgornjega dela poganjkov. Plod je pokovec, ki zrel razpade na ploščata, svetlo rjava semena, velika nekaj milimetrov.

## Razširjenost in uporabnost
Slez je že od nekdaj cenjen kot zdravilna in okrasna rastlina, ki so jo že v srednjem veku so pogosto sadili v vrtove. Je nezahtevna rastlina, ki pa ima rada vsaj delno vlažno rastišče. Razmnožujemo ga s semenom ali z delitvijo korenin. Poleg vsega je navadni slez tudi medonosna rastlina, ki zelo zanesljivo in dolgo cveti.
Zdravilne lastnosti imajo listi, cvetovi in korenine rastline, po čemer je rastlina dobila svoje znanstveno ime, saj v grščini althainein pomeni »zdraviti«. V tradicionalni kitajski medicini je navadni slez poznan pod imenom 藥蜀葵 (pinjin: yàoshǔkuí). Pripravki iz navadnega sleza so se na Kitajskem uporabljali za spodbujanje izločanja mleka pri nosečnicah ter za lajšanje bolečin pri bronhialnih vnetjih.
Tudi v zahodni tradicionalni medicini se pripravki uporabljajo pri samozdravljenju. Sluz sama sicer nima zdravilnih učinkov, vendar pa ščiti sluznice notranjih organov pred dodatnim draženjem in pospešuje njihovo celjenje. Tako se pripravki iz rastline uporabljajo predvsem pri zdravljenju katarjev dihalnih poti, vnetjih ustne in žrelne sluznice, želodčnega in črevesnega katarja, vnetju sečnega mehurja in sečevoda. Pomaga tudi pri celjenju ran, zato se zunanje uporablja pri zdravljenju bul, turov in ognojkov. Pomaga pri nabreklih krčnih žilah. Najboljši način uporabe sleza je kot hladni izvleček, pripravlja pa se tudi kot poparek, sirup in tinktura. Svet Evrope razvršča navadni slez v skupino naravnih začimb N2, ki se smejo dodati živilom v majhni količini, z mogočo omejitvijo zeliščnih učinkovin v končnem izdelku, ki pa za slez še niso določene. Dodajanje sleza živilom dovoli tudi ameriški urad za živila in zdravila. V Sloveniji spada v kategorijo H, ki ima enak pravni položaj kot hrana.
Navadni slez je užitna rastlina. V solatah se uporabljajo cvetovi, mladi listi, pa tudi semena. Liste se, kuhane ali vložene v kis in olje, uporablja tudi kot vso ostalo zelenjavo. Užitne so tudi korenine, ki jih lahko kuhane ocvremo. Zgoščeno tekočino, ki je ostala po kuhanju korenin, so včasih uporabljali kot nadomestek za beljak pri pripravi peciva. Za peciva so uporabljali tudi posušene zmlete korenine, ki so ji pražili in tako pridobivali sladkast prašek, ki so ga uporabili pri pripravi peciva.
V anglosaškem svetu je zelo priljubljena slaščica »marshmallow«, ki se pridobiva iz navadnega sleza. Sluz iz njegovih v prah zdrobljenih korenin, zgoščenega v vodi, so skupaj s sladkorjem segrevali tako dolgo, da so dobili sladko in rahlo testo.